# 布斯克吕郡
布斯克吕郡（挪威語：Buskerud，聆听ⓘ）是挪威中南部的一个郡，首府为德拉门。该郡面积14,693.87平方公里，人口267,060（2023年）。
2020年1月1日，布斯克吕郡因併入至新設立的維肯郡而撤銷，但2024年1月1日重新设立。

## 市镇
2024年时布斯克吕郡有18个市镇：
- 德拉门
- 弗萊斯貝格
- 弗洛
- 古爾
- 海姆瑟達爾
- 霍爾
- 霍勒
- 孔斯贝格
- 克勒德斯赫拉
- 利耶爾
- 莫迪姆
- 内斯比恩
- 諾勒-于夫達爾
- 靈厄里克
- 羅拉格
- 錫格達爾
- 奧爾
- 上埃伊克爾